# Université Victoria à l'Université de Toronto
Pour les articles homonymes, voir Université Victoria (homonymie).
L'Université Victoria (surnommée « Vic ») est une école fédérée de l'Université de Toronto, comprenant le Victoria College et l'Emmanuel College. L'Université Victoria est géographiquement séparé de l'ensemble de l'université, étant située à côté de Queen's Park dans la partie est du campus, avec St. Michael's College. Victoria College accueille aujourd'hui environ 4 000 étudiants undergraduate. Le président de l'université est Paul W. Gooch et le chancelier est Norman Jewison. Le principal de Victoria College est David B. Cook et le principal d'Emmanuel College est le révérend Samuel P. Wyatt. Le doyen des étudiants est Jason Hunter.
Ces dernières années, Victoria attire des étudiants avec des moyennes élevées, avec Innis College et Trinity College (« U of T »). Victoria est actuellement le collège le plus riche de l'U of T en termes d'actifs nets. Cela s'explique en partie par les dons d'anciens étudiants, mais une grande partie de la croissance est directement reliée à la valeur croissante des valeurs immobilières détenues par Victoria au centre-ville de Toronto. Aujourd'hui[Quand ?], le collège détient un portefeuille de valeurs mobilières d'une valeur approximative de 78 millions de dollars, et un portefeuille de valeurs immobilières valant environ 80 millions de dollars.

## Histoire

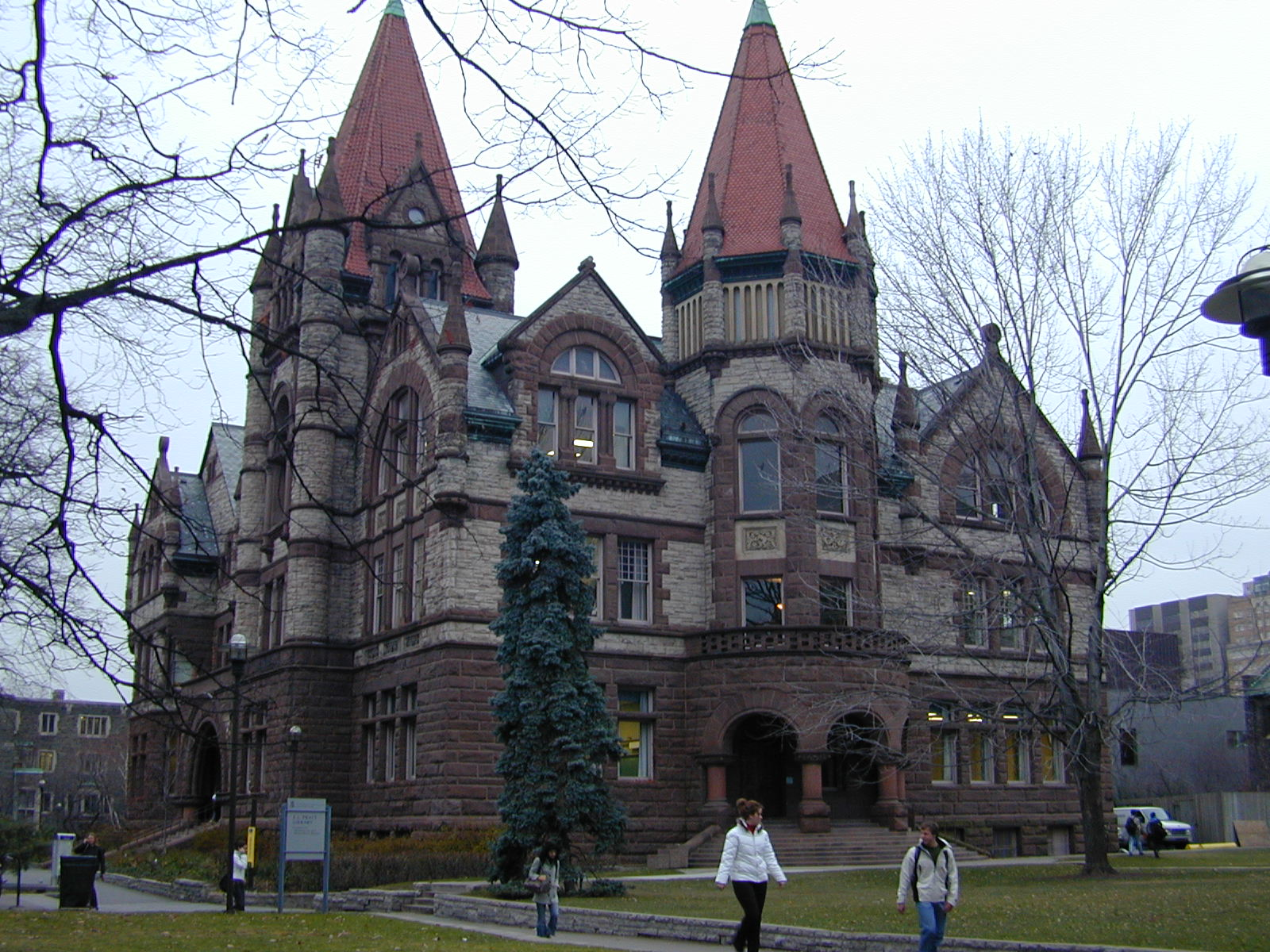
Old Vic, l'édifice principal de l'Université Victoria.

Victoria College fut originellement fondé en 1836 sous le nom de « Upper Canada Academy » (le nom fut changé en 1841) à Cobourg (Ontario), à l'est de Toronto, principalement grâce aux efforts d'Egerton Ryerson (en). L'école était la principale université méthodiste du Canada. En 1884, l'Université Victoria est formée par la fédération de Victoria College et Albert College. En 1892, l'Université Victoria quitte Cobourg et est fédérée à l'Université de Toronto. Le campus actuel au coin de Queen's Park Crescent et Bloor Street à Toronto est ouvert la même année. En 1928, un collège indépendant, Union College, est fédéré avec le département de théologie de Victoria College, devenant Emmanuel College.
La plus ancienne résidence à Victoria College est Burwash Hall, construite en partie grâce à un don important de la famille Massey. Les autres résidences sont Margaret Addison Hall, ANnesley Hall et Rowell Jackman Hall.
James Loudon, un ancien président des universités fédérées, avait interdit la danse à l'Université de Toronto jusqu'en 1896. Toutefois, la danse n'est permise que trente ans plus tard à Victoria, en 1926.
L'Université Victoria est gouvernée selon un mode bicaméral par le Conseil des régents de l'Université Victoria (Victoria University Board of Regents) et le Sénat de l'Université Victoria (Victoria University Senate). Ces organes sont représentés par des membres de la faculté, des administrateurs, des étudiants élus et des anciens étudiants. Les colleges sont gouvernés par le Victoria College Council et le Emmanuel College Council. Les conseils des collèges sont représentés par des membres de la faculté, des administrateurs, et des étudiants élus et nommés.

## Caractéristiques

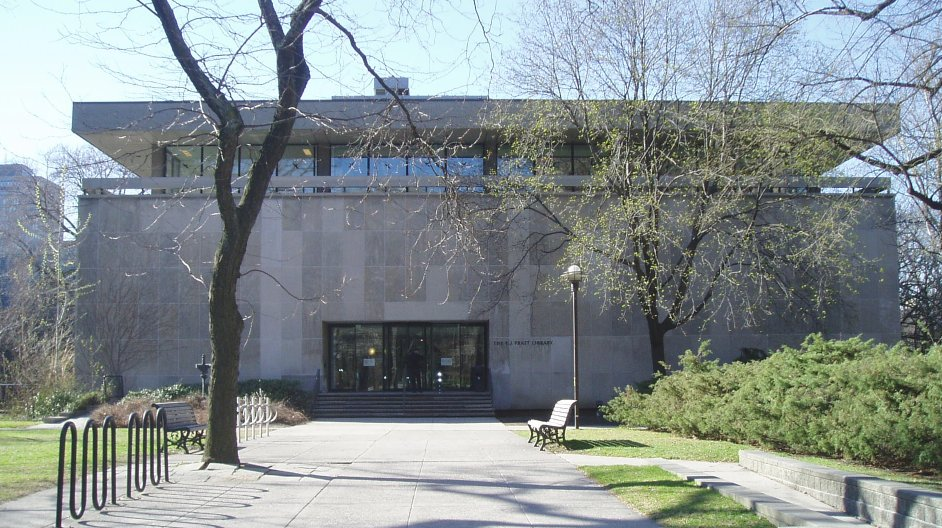
La bibliothèque E.J. Pratt.

L'Université Victoria offre un grand nombre de bourses per capita, garantissant à chaque étudiant détenant une moyenne de 3,5 ou plus une bourse au Annual Victoria University Charter Day Convocation.
Victoria possède également une des plus grandes bibliothèques de tous les collèges sur le campus de l'Université de Toronto (la E. J. Pratt Library, récemment rénovée). Il possède également deux autres bibliothèques : la Emmanuel College Library (anciennement la Birge-Carnegie Library) et les Archives de l'Église unie et de l'Université Victoria.
Victoria possède également le plus grand centre étudiant de tous les collèges, géré par une association étudiante active, la Victoria University Student Administrative Council (VUSAC). La présidente actuelle de VUSAC est Kayley Collum.
Victoria contient également le théâtre Isabel Bader, qui a ouvert ses portes en mars 2001. Le théâtre est utilisé comme salle de cours pour les étudiants de l'Université de Toronto, une aire d'apprentissage pour les groupes d'études de l'Université Victoria, de nombreux concerts, productions théâtrales, projections de films et conférences.
Parmi les programmes d'études offerts au Victoria College, on retrouve les études littéraires, la théorie sémiotique et de communication, études de la Renaissance, littérature mondiale, et le programme Vic One. Vic One est une expérience académique interdisciplinaire distinctive pour des élèves choisis de première année, séparée en quatre courants différents qui portent le nom de personnes célèbres associées à Victoria College : Northrop Frye, Lester Pearson, Augusta Stowe-Gullen, et Egerton Ryerson.
Récemment, la direction de l'Université Victoria s'est mise à promouvoir activement les expériences internationales comme faisant partie de la vie étudiante undergraduate.

## Personnalités liées à l'université

### Étudiants
- Magda B. Arnold
- Vincent Massey
- Lester B. Pearson
- Margaret Atwood
- Margaret Avison
- Norman Jewison
- Donald Sutherland
- Northrop Frye
- E. J. Pratt
- Wilbur R. Franks
- Kenneth D. Taylor (en)
- Vaira Vīķe-Freiberga
- Dave Adams
- Don McKellar
- Modris Eksteins
- Georges-Edmond Baril